# Daughters of the Dust
Daughters of the Dust ist ein US-amerikanischer Independent-Film aus dem Jahr 1991. Er handelt von den Peazants, einer Familie, die der kleinen afroamerikanischen Gemeinschaft der Gullah angehört. Viele Familienmitglieder wollen die Insel St. Helena, auf der sie leben, verlassen und stattdessen aufs Festland ziehen. Vor ihrem Weggang ist ein letztes großes Abendessen geplant, wobei es vorher zu mehreren Konflikten zwischen den Peazants kommt, auch weil nicht alle von St. Helena weggehen wollen.
Das Drehbuch stammt von der Filmemacherin Julie Dash, die auch die Regie führte. Sie berief sich bei ihrer Arbeit, mit der sie bereits als Filmstudentin begann, zum Teil auf Erfahrungen ihres Vaters, der selbst den Gullah angehörte. Die Dreharbeiten waren von Schwierigkeiten geprägt, da Dash zunächst lange brauchte, um Geldgeber zu finden, und später das wechselhafte Wetter an den Drehorten ihre Arbeit erschwerte.
Uraufgeführt wurde Daughters of the Dust 1991 auf dem Sundance Film Festival. Trotz positiver Kritiken und einem relativ guten Einspielergebnis blieb der Film in der US-amerikanischen Öffentlichkeit weitgehend unbekannt. Das lag nach Einschätzung von Dash unter anderem an der damals für US-amerikanische Filme sehr ungewöhnlichen, nichtlinearen Erzählweise.
Seit der Neuveröffentlichung 2016 gilt Daughters of the Dust als wichtiger Film sowohl des modernen afroamerikanischen Kinos als auch des Independent-Genres. Er soll der Sängerin Beyoncé als Inspiration für das 2016 veröffentlichte Album Lemonade gedient haben, wodurch seine Bekanntheit in den Vereinigten Staaten stieg.

## Handlung
1902 wartet Viola Peazant in Philadelphia auf ein Boot, das sie nach St. Helena bringen soll. Viola ist eine Angehörige der Gullah, einer afroamerikanischen Gemeinschaft, lebt allerdings schon länger nicht mehr auf der Insel, sondern zieht die Stadt vor. Weil die meisten ihrer Verwandten ebenfalls gehen wollen, ist vorher noch ein gemeinsames Festmahl geplant. Auf dem Boot trifft Viola auf ihre Cousine Yellow Mary, die auf Kuba lebt und zusammen mit ihrer Lebensgefährtin Trula aus demselben Grund noch einmal nach St. Helena zurückkehrt. Violas Reisebegleiter ist der Fotograf Snead, der die Gullah für die Nachwelt dokumentieren will. Er ist schockiert, als Viola ihm von der Vergangenheit der Gemeinschaft erzählt. Vor vielen Jahren wurden die westafrikanischen Vorfahren der Peazants als Sklaven auf die Indigo-Plantagen der Insel verschleppt. Aus ihren verschiedenen Traditionen und Muttersprachen entwickelte sich eine eigene Kultur und Sprache.
Unterdessen erhält auf der Insel die junge Iona einen Brief vom schweigsamen Cherokee St. Julien Lastchild, in den sie verliebt ist. Er bittet sie darin, St. Helena nicht zu verlassen, sondern zu bleiben. Auf dem nahegelegenen Friedhof besucht die 88-jährige Nana, die die Insel unter keinen Umständen verlassen will, das Grab ihres Ehemanns. Ihr Enkel Eli stößt bald dazu. Seine schwangere Ehefrau Eula wurde bei einem Aufenthalt auf dem Festland von einem weißen Mann vergewaltigt. Eli hegt deswegen Zweifel, ob er der Kindsvater ist. Er ist von Nanas Versuchen, ihn zu beruhigen, wenig beeindruckt und sagt ihr, ihren spirituellen Glauben nicht mehr zu teilen. Das ungeborene Mädchen erscheint derweil von den anderen scheinbar unbemerkt immer wieder auf der Insel, kommentiert die Geschehnisse und verschwindet anschließend wieder.
Schließlich kommt das Boot auf der Insel an. Die Inselbewohner begrüßen Viola erfreut, während sie Yellow Mary aufgrund ihrer lesbischen Beziehung und Arbeit als Prostituierte verhöhnen. Einzig Eula ist freundlich zu Yellow Mary, die Nana einen Besuch abstattet und ihr die Gründe ihres Weggangs erklärt, worauf diese verständnisvoll reagiert. In der Zwischenzeit versucht Viola, die zum Christentum konvertiert ist, die Kinder der Insel mithilfe ihrer Bibel zu missionieren, während Snead die Männer fotografiert. In einem Gespräch erzählt Yellow Mary Eula, dass sie nach einer Vergewaltigung eine Totgeburt erlitten hat. Deswegen arbeitete sie als Kindermädchen für eine reiche Familie auf Edisto Island, der sie nach Kuba gefolgt ist. In der Nähe des Friedhofs unterhalten sich Eli und ein Cousin über ein geplantes Lynchverbot und die neuen Möglichkeiten auf dem Festland. Eli wird aufgrund der ungeklärten Vaterschaft erneut frustriert und geht in den Wald.
Im Wald sieht Eli das Mädchen, dem er hinterherläuft, während er sich an die schweren Zeiten seiner Vorfahren erinnert. Nachdem er vor einem Grabstein niederkniet, geht er am Waldufer spazieren. Eula geht derweil durch den Wald, als der Geist ihrer Tochter in ihren Bauch zurückkehrt. Eula geht zum selben Ufer wie Eli und erzählt dem ungeborenen Kind von einem Aufstand. Die Sklaven kaperten das Schiff, das sie nach St. Helena bringen sollte, sprangen ins Meer und schwammen zurück nach Afrika. Eli hört der Geschichte zu und versöhnt sich anschließend mit Eula. Die beiden gehen wieder an den Strand, wo das Festmahl, unter anderem ein Gumbo, angerichtet ist. Nana näht später für die Abreisenden einen Lederbeutel, in den sie ein Haar ihrer verstorbenen Mutter legt. Sie appelliert an die Weggehenden, ihre Traditionen nicht aussterben zu lassen, da ihre Geschichte nicht vergessen werden dürfe. Nachdem sie in Tränen ausbricht, wird sie von Eula und Yellow Mary getröstet.
Yellow Mary entscheidet sich spontan, auf der Insel bleiben zu wollen. Eula kritisiert die anderen daraufhin für ihren Umgang mit ihr. Mit Elis Unterstützung fragt sie sie, warum sie Yellow Marys Sexualität als Schande betrachten und ob sie sich für ihre Vergewaltigung auch schämen sollte. Danach bindet Nana einen Talisman als Zeichen der Verschmelzung von Tradition und Moderne an Violas Bibel und führt ein Ritual durch. Viola und Ionas Mutter Haagar kritisieren Nana für ihre Glaubensvorstellungen scharf. Letztere bezeichnet sie als rückständiges Hoodoo und geht, während Viola sich doch an der Zeremonie beteiligt. Am nächsten Morgen besteigen alle Bewohner bis auf Nana, Eli, Eula und Yellow Mary das Boot. Als Iona St. Julien Lastchild sieht, der sich von ihr verabschieden will, verlässt sie unmittelbar vor der Abfahrt das Boot und reitet mit ihm davon. Haagar will sie aufhalten, wird aber von einem Verwandten zurückgehalten. Das ungeborene Mädchen erzählt am Ende, dass sich Eli aktiv für die Einführung des Lynchverbots einsetzte, sie irgendwann vor Nanas Tod geboren wurde und die Zurückgebliebenen älter, weiser sowie stärker wurden.

## Produktion

### Entstehung
Julie Dash fertigte während ihres Studiums an einer dem American Film Institute (kurz AFI) zugehörigen Schule 1975 einen ersten Entwurf für ein Filmprojekt an. Dieses sollte eine stumme Kurzproduktion mit Zwischentiteln werden. In der Handlung ging es um die Geschichte einiger Angehörigen der Gullah, einer kleinen afroamerikanischen Gemeinde, deren Vorfahren als Sklaven auf die Sea Islands verschleppt wurden. Dash entschied sich für diese Gemeinschaft, weil ihr Vater ihr angehörte, mit dem für die Gullah üblichen Akzent sprach und deren Traditionen etwas unkonventionell bewahrte. So brachte er eines Tages einen Eimer mit lebenden Krabben nach Hause, den er im Wohnzimmer ausleerte, da die Gullah für ihre Fischerei von Meeresfrüchten bekannt sind. Zudem erzählte Dashs Mutter ihr gelegentlich von Verwandten des Vaters. Der Titel Daughters of the Dust (deutsch Töchter des Staubs) bezieht sich auf eine Szene, in der die junge Nana die Fruchtbarkeit eines Bodens überprüft, indem sie die staubige Erde in die Hände nimmt. Dieser Staub steht sinnbildlich für die Vergangenheit, da Nana laut Dash eine der Töchter der Vergangenheit sei.
Die Produktion sollte übliche Hollywood-Tropen im Bezug auf Afroamerikaner umgehen. So seien nach Dashs Angaben zur damaligen Zeit Mainstream-Filme über das Leben der Schwarzen im Old South, also den südlichen Bundesstaaten der Dreizehn Kolonien, voll von Klischees gewesen, beispielsweise Mundharmonika spielende Bewohner. In einer Filmproduktion über diese Gegend bräuchte es keine Handlung, die einer „Reportage der National Geographic“ gleichkommt, sondern „intime, greifbare, persönliche Geschichten“ über die Erfahrungen der Diaspora. Weiterhin wollte Dash die Kultur der Nachfahren schwarzer Sklaven authentisch abbilden, ohne allzu sehr ins Detail zu gehen. Laut ihr seien immer wiederkehrende Erklärungen für diejenigen, die das Gezeigte auch so verstehen, „überflüssig und unbefriedigend“. Die Filmemacherin nahm sich teilweise die Werke einiger afroamerikanischer Autoren wie Melville J. Herskovits, Toni Morrison und Alice Walker zum Vorbild, die von den Schicksalen der Sklaven handeln.
Daneben wollte Dash die filmische Darstellung afroamerikanischer Frauen grundlegend verändern. Das Publikum habe damals von schwarzen Filmemachern erwartet, Elemente des Blaxploitation-Genres in ihre Handlungen mit einzubauen. Besagte Filme seien nicht nur „fürchterlicher Müll“, sondern auch brutal gewesen, im Gegensatz zu Geschichten über Frauen anderer Ethnien. Diese seien „anmutig“ erzählt worden, weswegen Dash das Ziel hatte, den Alltag schwarzer Frauen sowohl in der Vergangenheit als auch in der Gegenwart respektvoll darzustellen. Als Inspiration dienten ihr dafür gegen Ende des 19. Jahrhunderts von James Van Der Zee aufgenommene Fotografien afroamerikanischer Frauen.

### Vorproduktion
Dash erhielt 1981 ein Guggenheim-Stipendium, das es ihr ermöglichte, näher über die Gullah zu recherchieren. Da das von ihr gesammelte Material für einen Kurzfilm zu ausführlich war, entschied sie sich, stattdessen einen Spielfilm zu drehen. Deswegen kombinierte sie ihre Rechercheergebnisse mit den Erzählungen ihrer Familie über die Vorfahren des Vaters sowie westafrikanischen religiösen Bräuchen zu einer längeren Geschichte um Angehörige der Gullah. Nachdem sie das Drehbuch im Jahr 1985 fertig geschrieben hatte, beantragte Dash ein Jahr lang bei mehreren Vereinigungen, unter anderem dem National Endowment for the Arts, für die Produktion Zuschüsse. Zwei große Organisationen, die Corporation for Public Broadcasting (CPB) und das National Endowment for the Humanities (NEH), lehnten die Finanzierung ab. Einer führenden Angestellten des CPB war das Drehbuch „zu mystisch“, weswegen sie Dash nahelegte, einen Film zu drehen, der „weiße Zuschauer aus dem mittleren Westen“ anspreche. Das NEH kritisierte zum einen die angeblich falsche Darstellung der Gullah, da die Symbolik „phantastisch“ sei, zum anderen sei die Handlung für das Publikum zu schwer verständlich. Weil daher lediglich ein Budget in Höhe von 55.000 Dollar zusammenkam, wollte Dash einige Szenen im Voraus drehen und potentiellen Geldgebern präsentieren. Dafür reiste sie im Sommer 1987 mit ihrer Crew, unter anderem dem Kameramann Arthur Jafa, für zwei Wochen nach St. Helena.
Dash fungierte aufgrund der geringen finanziellen Mittel nicht nur als Regisseurin, sondern auch als Kostümbildnerin und Visagistin. Einer der Produzenten war für die Effekte und den Ton verantwortlich, der Artdirector Kerry James Marshall für das Szenenbild. Marshall und ein Kameraassistent mussten zudem Statistenrollen übernehmen. Die in der Vorschau vorkommenden Figuren Eula und Yellow Mary wurden dafür von professionellen Darstellerinnen verkörpert. Alva Rogers war Mitglied einer rein weiblichen, afroamerikanischen Schauspieltruppe. Barbara-O spielte vor ihrem Engagement Nebenrollen in einigen Fernsehserien wie Lou Grant und Wonder Woman, stand jedoch seit acht Jahren aufgrund eines Studiums kaum noch vor der Kamera. Trotz der Schwierigkeiten beim Dreh, unter anderem des hinsichtlich des knappen Budgets sehr teuren 35-mm-Films, den Jafa bei seiner Arbeit verwendete, gelang es Dash, ihre Filmvorschau anzufertigen. Ein Grund hierfür war die Unterstützung anderer schwarzer Filmemacher, unter anderem Charles Burnett. Sie überließen Dash unbenutztes Filmmaterial aus ihren Produktionen, wodurch sie das Budget einhalten konnte. Nachdem sie die Vorschau gesehen hatten, erklärten sich schließlich Vertreter von Public Broadcasting Service bereit, die Produktion mit 800.000 Dollar zu finanzieren. Mit dem Geld fertigten Mitglieder der Crew vor den Dreharbeiten authentische Requisiten an, unter anderem Graskörbe und Kleider aus im 19. Jahrhundert verbreiteten Stoffen. Zudem brachte ein Linguist dem Ensemble Gullah bei.

### Dreharbeiten
Am 17. Oktober 1989 begannen die Dreharbeiten, die hauptsächlich auf St. Helena und der nahegelegenen Hunting Island stattfanden. Eigentlich waren als Drehdauer zunächst 28 Tage angesetzt. Allerdings gab es einige Schwierigkeiten an den gewählten Drehorten. Einerseits wüteten auf den Inseln oft Mückenschwärme und Sandstürme, zum anderen brauchte Jafa bei der Kameraführung gutes Sonnenlicht, da er aufgrund Umweltverordnungen keinen Generator verwenden konnte. Daher mussten Szenen oft außerplanmäßig und sehr kurzfristig gedreht werden. Die Dreharbeiten fingen deshalb immer um 05:00 Uhr, also gegen Sonnenaufgang, an. Die Darsteller und Crew legten von ihren Unterkünften bis zum Set jeden Tag eine Strecke von einer Meile zu Fuß zurück. Darüber hinaus musste der Dreh aufgrund des in der Karibik wütenden Hurrikan Hugo, der die Inseln letztlich nicht traf, eine Zeit lang abgebrochen werden. Wegen der Verzögerungen waren die Dreharbeiten erst am 19. Januar 1990 beendet.

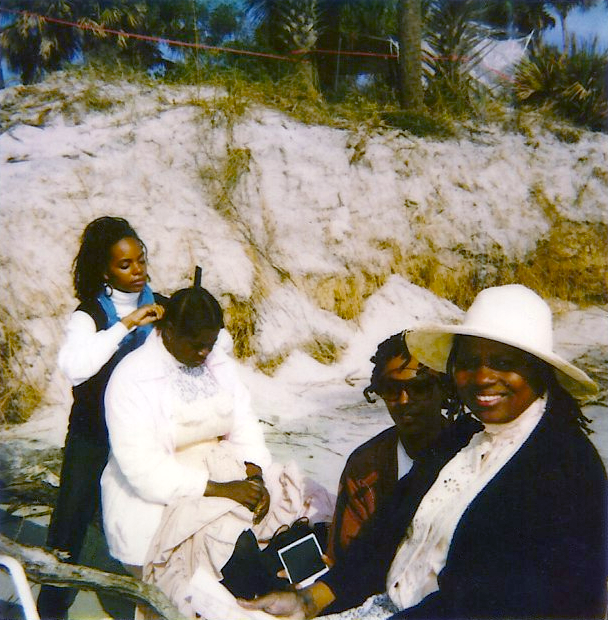
Pamela Ferrell bei der Arbeit am Set von Daughters of the Dust

Dash hatte in der Vergangenheit als AFI-Praktikantin am Set der Serie Roots gearbeitet und war von den Haaren der schwarzen Figuren enttäuscht. Laut Dash glichen die Frisuren nicht afroamerikanischen, sondern europäischen Haarstilen, was sie in ihrem eigenen Film vermeiden wollte. Deswegen engagierte sie die Friseurin Pamela Ferrell aus Washington als Visagistin. Sie war über die Stadtgrenzen hinaus bekannt, da sie Haarpflegeanleitungen für schwarze Personen veröffentlichte, die sie aufrief, sich für ihr natürliches Haar nicht zu schämen. Ferell gestaltete die Haare der Darsteller als Cornrows, eine traditionell afroamerikanische Flechtfrisur. Das Produktionsteam ließ zudem basierend auf Fotos aus dem Penn Center, einem Kulturzentrum auf St. Helena, traditionelle Kostüme für die Schauspielerinnen anfertigen. Sie ähnelten weißfarbigen Altkleidern im Stil des im 19. Jahrhundert verbreiteten Gibson-Girl, einer Kleidungsweise für junge, elegante, unabhängige Frauen aus den oberen Schichten.

### Postproduktion
Direkt nach Ende der Dreharbeiten fingen die Filmeditoren Amy Carey und Joseph Burton mit dem Schnitt des Films an. Im Dezember 1990 überließen sie dem Komponisten John Barnes die fertige Produktion. Seine Musik basierte laut Dash als Anspielung auf die dargestellten religiösen Rituale auf „westafrikanischer Astrologie“. Der Hauptsponsor PBS forderte vor Veröffentlichung die Ergänzung von Untertiteln in der Produktion. Dash weigerte sich, da die Zuschauer beim Ansehen ohne Untertitel ihrer Ansicht nach eine „eindringlichere“ Erfahrung machen würden. Eigentlich wollte sie Daughters of the Dust wie ursprünglich geplant als Stummfilm drehen, allerdings bestand PBS auf einem Tonfilm mit Dialogen.

## Veröffentlichung
Daughters of the Dust feierte seine Uraufführung auf dem Sundance Film Festival 1991. Im selben Jahr war er beim Toronto International Film Festival zu sehen und wurde vom Filmverleih Kino International in den USA sowie weltweit vermarktet. Die Produktion war somit der erste Film einer afroamerikanischen Regisseurin, der in den Vereinigten Staaten landesweit in den Kinos veröffentlicht wurde.
Ein Jahr nach der Kinoveröffentlichung brachte Dash zusammen mit den Schriftstellerinnen Toni Cade Bambara und Bell hooks das Sachbuch Daughters of the Dust: The Making of an African American Woman’s Film heraus. Darin beschrieb sie nicht nur die Produktionsgeschichte des Films, sondern kontextualisierte ihn auch in Bezug auf Themenfelder wie Schwarzen Feminismus und afroamerikanisches Kino. Sie analysierte zudem den Einfluss von afroamerikanischer Geschichte und schwarzen politischen Bewegungen auf Daughters of the Dust. 1997 veröffentlichte Dash ein zweites Buch mit dem Titel Daughters of the Dust. Es ist eine im Jahr 1922 spielende Fortsetzung des Films. Sie handelt von der Anthropologiestudentin Amelia aus Harlem, die ihre auf den Sea Islands lebenden Verwandten ihrer Mutter, die den Gullah angehören, kennen lernen möchte.
Anlässlich des 25. Jubiläums der Veröffentlichung fertigte der Verleiher Cohen Media Group eine digitale Restaurierung der Produktion an, die im September 2016 auf dem Toronto International Film Festival zu sehen war. Diese Version wurde von Oktober bis November desselben Jahres auch auf anderen Filmfestivals gezeigt, unter anderem dem London Film Festival und dem Chicago International Film Festival. Im November kam Daughters of the Dust erneut in die US-amerikanischen Kinos.
In den Vereinigten Staaten wurde der Film auf VHS, DVD sowie Blu-ray veröffentlicht und kann bei mehreren Streamingdiensten abgerufen werden. In Deutschland wurde er bislang 2019 bei den Remake Frankfurter Frauen Film Tagen und im Haus der Kulturen der Welt aufgeführt. Er ist zudem bei Mubi verfügbar. The Criterion Collection stellte Daughters of the Dust im Juni 2020 als Reaktion auf die Tötung von George Floyd neben anderen Filmen schwarzer Filmemacher auf ihrer weltweit zugänglichen Streamingplattform kostenlos zur Verfügung. Das Angebot ist dort inzwischen nicht mehr abrufbar.

## Rezeption
In der Internet Movie Database erhielt der Film eine Bewertung von 6,7 von zehn Sternen basierend auf 2.935 abgegebenen Stimmen. Auf Rotten Tomatoes beträgt der Kritiker-Wert 94 Prozent basierend auf 81 Kritiken, die Zuschauer-Wertung 65 Prozent basierend auf 58 Stimmen. Bei Metacritic ergibt sich eine Kritiker-Bewertung von 81 von 100 basierend auf 18 Kritiken sowie ein Zuschauer-Wert von 7,6 basierend auf sieben Stimmen.

### Kritiken nach der ersten Veröffentlichung
Die Filmkritik nahm Daughters of the Dust nach Veröffentlichung mehrheitlich positiv auf. Roger Ebert schrieb in der Chicago Sun-Times, dass die Produktion trotz des niedrigen Budgets dank der „üppigen Bilder, eleganten Kostüme und trällernden Musik“ nicht billig wirke. Trotz der fehlenden Untertitel wirkten die fremdsprachigen Dialoge nicht frustrierend, sondern beruhigend, da ihre Bedeutung dennoch deutlich werde. Daneben sei die Handlung inklusive der Gefühlswelt der Charaktere immer verständlich und ihre Geschichte greifbar. Stephen Holden von der New York Times beschrieb Daughters of the Dust als Film von „fesselnder Schönheit“. Dash beweise sich als „markant originelle“ Filmemacherin. Trotz der rauen Anspielungen auf Sklaverei sei der Film eine „lyrische Betrachtung der Kraft von afrikanischer, kultureller Ikonografie“ sowie der „spirituellen Belastbarkeit“ der Generationen von Frauen, die sie pflegten. Rita Kempley nannte die Produktion in der Washington Post ein „afroamerikanisches Familienerbstück“ sowie eine „herrlich impressionistische“ Geschichte über die Gullah am Ende des 19. Jahrhunderts. Durch Dashs und Jafas Können werde der nichtlineare Film zu „visueller Poesie“ und einem „erstaunlichen, lebhaften Porträt“ des Geistes einer ganzen Ära. Wie von Dash gewollt belohne Daughters of the Dust die Zuschauer nicht mit „sauberen Problemlösungen“, sondern umschließe sie mit „dunklen Armen und antiker Empfindsamkeit“.

### Kritiken nach der Wiederveröffentlichung
Seit der Neuveröffentlichung von Daughters of the Dust 2016 erschienen weitere Rezensionen zum Film. Melissa Anderson schrieb in The Village Voice, dass die Produktion ein „sinnliches Meisterwerk“ sei. Die Optik sei atemberaubend, wobei vor allem die perfekt abgestimmten Körperbewegungen der Darsteller im Gedächtnis blieben. Dash beweise sowohl bei den in der Gegenwart spielenden Konzepten wie dem ungeborenen Kind als auch bei den Rückblenden über die Gullah Kühnheit, Eigenwilligkeit und Kompetenz. Tara Brady beschrieb Daughters of the Dust für The Irish Times als „außergewöhnliches, erschreckend einzigartiges Stück Erzählkunst, das alle Konventionen zerreiße“. Auch die Ästhetik sei besonders, wozu der verträumte Soundtrack beitrage. In einer Zeit, in der lediglich ein Drittel aller Sprechrollen in Filmen von Frauen eingenommen werden, sei ein Werk mit hauptsächlich von weiblichen Figuren gesprochenen Dialogen und mehrheitlich auf Frauen fokussierten Nahaufnahmen immer noch bemerkenswert. Justin Chang von der Los Angeles Times bezeichnete den Film als „magisch“. Er gehe weiter als andere Historiendramen, die Erkundung des vergangenen Lebensstils sei derart „geduldig und wohlklingend“, dass er wie eine Zeitreise wirke. Das liege auch an den soliden, lebhaft detaillierten Persönlichkeiten jeder einzelnen Figur. Letztlich sei Daughters of the Dust einer der beeindruckendsten amerikanischen Independentfilme und ein „wegweisendes Kunstwerk“.
Lucas Barwenczik benannte Daughters of the Dust im Filmdienst als modernen Klassiker des Black Cinema. Die Schönheit des Films liege in der Vermischung von „Poetischem und Konkretem“, er erzähle fast ethnographisch von einer historisch einzigartigen Kultur. Die Zeitlupen schafften ein Gefühl von „nicht vergehen wollender Gegenwart“, durch Dashs Inszenierung werde die „ungemeine Lebendigkeit“ der Gullah-Kultur greifbar. Die Produktion sei ein Griot, der Vergangenheit, Gegenwart und Zukunft miteinander verbindet. Laut Nicolai Bühnemann vom Perlentaucher handle der Film zunächst scheinbar von der Problematik der inneren Zerrissenheit von Afroamerikanern. Allerdings gehe es Dash darum, die Figuren als Individuen zu betrachten, die mehr sind als das ihnen widerfahrene Leid und die auf eine bessere Zukunft hoffen. Sie verfolge dieses Ziel durch die „farbenfrohen, meditativen und kontemplativen“ Bilder und die einnehmende Darstellung des Strands als Mittelpunkt des sozialen Insellebens. Ihre Utopie sei nicht eine Einheit, sondern die Diversifizierung der Gemeinschaft durch ein friedliches Zusammenleben verschiedener Personengruppen. Hannah Pilarczyk beschrieb Daughters of the Dust in einer Liste des Spiegels als einen der beeindruckendsten Debütfilme überhaupt. Die von Dash verwendete „märchenhaft-enthobene Ästhetik“ sei bis in die Gegenwart stilprägend, außerdem stelle der Film eine einzigartige Bündelung schwarzer Talente dar.
In einer im November 2019 durch Befragungen von 368 Filmkritikern aus 84 Ländern zusammengestellten BBC-Liste der 100 besten Filme von Regisseurinnen erreichte Daughters of the Dust den zehnten Platz. Innerhalb einer alle zehn Jahre stattfindenden Umfrage in der zum British Film Institute gehörenden Zeitschrift Sight & Sound über die besten Filme aller Zeiten, für die 1600 internationale Filmexperten befragt wurden, befand sich die Produktion im Dezember 2022 zusammen mit Moonlight auf dem 60. Platz. Zudem war Daughters of the Dust im Februar 2023 im von National Public Radio und Slate stammenden Kanon der 75 besten Werke von afroamerikanischen Filmschaffenden vertreten. Zuvor hatte die Fachzeitschrift Filmmaker die Produktion bereits im Jahr 2011 zu den 50 wichtigsten Independent-Filmen gezählt.

## Nachwirkung des Films

### Auswirkungen auf andere Kunstschaffende
Die Filmemacherin Ava DuVernay, die Dash als Drehbuchautorin und Regisseurin für ihre Fernsehserie Queen Sugar engagierte, beschrieb ihre Kollegin 2016 in Bezug auf Daughters of the Dust als „Königin, die ihrer Zeit voraus war“ sowie als „Gestaltenwandlerin“. Im selben Jahr sahen etliche Publikationen, unter anderem The New York Times und Vanity Fair, beim im April veröffentlichten, visuellen Musikalbum Lemonade der Sängerin Beyoncé Parallelen zum Film. In diesem wird ähnlich wie in Daughters of the Dust mit einer nichtlinearen Struktur von Frauen erzählt, die beispielsweise am Strand entlanggehen und in Bäumen sitzen, während sie lange, weiße Kleider tragen. Obgleich ein Sprecher von Beyoncé gegenüber The New York Times den Einfluss des Films auf das Album nicht bestätigen konnte und Dash von der Sängerin zu keiner Zeit kontaktiert wurde, verbreitete sich die Theorie im Internet. Dadurch stieß Daughters of the Dust in der amerikanischen Öffentlichkeit auf ein gesteigertes Interesse. Das hatte unter anderem zur Folge, dass die Webseite der Filmemacherin kurzzeitig nicht erreichbar war und der Filmtitel auf Twitter trendete.

### Auswirkungen auf Dash
Trotz der positiven Resonanz bei Kritikern und den für einen Independent-Film relativ erfolgreichen Zuschauerzahlen drehte Dash nach Daughters of the Dust keine weiteren Spielfilme. Sie produzierte stattdessen unter anderem Fernsehfilme, Musikvideos und Werbespots. In einem Interview mit Filmmaker 2011 machte sie ein angebliches „Schubladendenken“ der Filmindustrie dafür verantwortlich. Trotz ihres nichtlinearen Erstlings könnte sie auch „normale“ Produktionen drehen, unter anderem im Bereich Phantastik. Sie erwähnte zudem ein Jahr darauf in einem Gespräch mit dem Filmkritiker Nelson George, dass die Reaktionen des Publikums bereits bei der Sundance-Premiere gemischt ausfielen. Viele Zuschauer hätten den Film nicht verstanden, da sie, wie sie selbst sagten, mit seinem Konzept nicht vertraut gewesen seien.
In einem Interview mit der New York Times im Jahr 2016 erklärte Dash, sich jahrelang mit Ideen für weitere Projekte vergeblich an alle großen und kleinen Studios in den USA gewandt zu haben. Der Filmwissenschaftler und Kulturhistoriker Clyde Taylor teilte in demselben Artikel ihre Einschätzung, dass dies eventuell an der ungewöhnlichen Erzählweise von Daughters of the Dust lag. Die Studios seien womöglich von der nichtlinearen Struktur, die damals praktisch nur im Ausland verbreitet war, abgeschreckt worden. Tatsächlich war Daughters of the Dust außerhalb der USA beim Publikum bekannter, insbesondere in Frankreich und einigen asiatischen Ländern wie Taiwan bildeten sich Fangemeinden, weswegen Dash nach eigener Aussage mit dem Film „um die Welt reiste“. Im selben Jahr wurde sie über die gesteigerte Popularität ihrer Produktion nach der Lemonade-Veröffentlichung befragt. Obwohl sich Dash in der Vanity Fair über den visuellen Stil des Albums sehr positiv äußerte, verneinte sie im Rolling Stone die Frage, ob die neue Aufmerksamkeit die relative Obskurität des Films wiedergutmache. Die Rezeption von Daughters of the Dust sei ihr nicht so wichtig wie die Tatsache, ihn erfolgreich fertiggestellt zu haben. Der Lerneffekt und ihre Selbstentfaltung seien deutlich bedeutender. Allerdings freue sie sich dennoch sehr, dass eine neue Generation den Film nun kenne.

## Auszeichnungen und Nominierungen
Sundance Film Festival 1991
- Auszeichnung für die Beste Kamera in der Sektion Drama, für Arthur Jafa[48]
- Nominierung für den Großen Preis der Jury in der Sektion Drama, für Julie Dash[49]

NAACP Image Award 1993
- Nominierung als Bester Spielfilm

National Film Registry
- Aufnahme 2004

Boston Society of Film Critics Awards 2013
- Spezialpreis als eine der Besten Wiederentdeckungen

New York Film Critics Circle Awards 2016
- Spezialpreis anlässlich des 25. Jubiläums der Erstveröffentlichung